# Tetranchyroderma dendricum
Tetranchyroderma dendricum is een buikharige uit de familie Thaumastodermatidae. Het dier komt uit het geslacht Tetranchyroderma. Tetranchyroderma dendricum werd in 1937 voor het eerst wetenschappelijk beschreven door Saito. 